# Hollanda luceria
Hollanda luceria é uma espécie de ave fóssil do período Cretáceo Superior da formação Barun Goyot da Mongólia. É a única espécie descrita para o gênero Hollanda.